# Ramille
Ramille Xavier Santana, mais conhecida como Ramille (Rio de Janeiro, 12 de fevereiro de 1998), é uma atriz, cantora e dançarina brasileira. Ficou conhecida nacionalmente após viver a personagem Andrômeda em Família É Tudo.

## Início da vida
Nascida e criada no Irajá, bairro da Zona Norte do Rio de Janeiro, Ramille é a filha mais nova de Vânia, uma administradora e de Dailton, um estivador aposentado. Desde a infância, ela sempre quis ser artista, desfilando desde cedo na escola de samba Acadêmicos do Salgueiro, onde foi passista. Ela é formada em Publicidade e Propaganda, e abriu uma loja online de biquínis com a irmã Djamila. Ramille é fã das cantoras Elis Regina, Rihanna e Beyoncé.

## Carreira
Ramille iniciou na carreira artística em 2013, aos quinze anos, quando participou do Got Talent Brasil, reality show musical da Record, chegando a ser semifinalista, mas crê que não avançou para a final por ter adoecido no dia da sua última apresentação, o que prejudicou seu desempenho no palco. Ela seguiu trabalhando como cantora, sendo vocalista do Percussamba em 2014, e depois lançando a música Qual É em 2017, trabalho que contou com as colaborações de Lory, tecladista de Jorge Ben Jor, e de Sobral, guitarrista do Gilberto Gil. Em 2019, por indicação de Milton Cunha, antigo jurado do Got Talent, fez parte do espetáculo musical "Ginga Tropical", tendo viajado para se apresentar na China, onde chegou a morar por três meses.
Ela também desenvolveu interesse pela dramaturgia, tendo feito testes para Malhação, Todas as Flores e Vai na Fé, com sua estreia sendo na série Encantado's, onde viveu Melissa, uma jovem que não gostava de trabalhar, não gostava do samba e era apaixonada pelo açougueiro Pedro (Dhonata Augusto). Em entrevista à Folha de S. Paulo, Ramille revelou que esteve próxima de viver a Kate em Vai na Fé, mas declinou porque a segunda temporada de Encantado's coincidiria com as gravações da novela. Mesmo assim, Ramille fez uma pequena participação na trama, através de Melissa, sua personagem na série cômica, que na novela, era amiga justamente de Kate, vivida por Clara Moneke.
Curiosamente, o primeiro papel fixo de Ramille em novelas aconteceu através de Clara Moneke. Ela foi sondada para viver Andrômeda em Família É Tudo, mas recusou por já ter compromissos no cinema. E assim, Ramille viveu a atrapalhada cantora, que era uma das netas de Frida (Arlette Sales), sendo também filha de Lulu (Cris Vianna) e vivia uma relação cheia de desencontros com Chicão (Gabriel Godoy). Ramille conta que considerava Andrômeda desafiadora, por ser obrigada a desafinar durante as cenas da personagem, mas no decorrer da trama, Andrômeda revelou ter talento musical, e Ramille pôde mostrar seu dom ao grande público.
No final de 2024, foi divulgado que Ramille está escalada para o remake de Vale Tudo. Ela chegou a estar cotada para ser Solange e Maria de Fátima, mas depois foi revelado que ela viverá Fernanda, personagem que foi de Flávia Monteiro em 1988. Sua personagem terá relacionamento com Thiago Roitman, papel do estreante em novelas Pedro Waddington. Por conta das idades dos atores, que têm 26 anos, ao contrário dos intérpretes de Fernanda e Thiago na versão de 1988, que tinham entre 15 e 17 anos, a trama será alterada, e em vez de estudantes do Ensino Médio, Fernanda e Thiago serão universitários.

## Filmografia

### Televisão
| Ano           | Título            | Participação / Personagem | Notas                             | Ref.   |
| ------------- | ----------------- | ------------------------- | --------------------------------- | ------ |
| 2013          | Got Talent Brasil | Participante              | Temporada 1                       | [ 3 ]  |
| 2022–presente | Encantado's       | Melissa Ponza             |                                   | [ 1 ]  |
| 2023          | Vai na Fé         | Melissa Ponza             | Episódios: "16–18 de junho"       |        |
| 2024          | Família É Tudo    | Andrômeda Mancini         |                                   | [ 11 ] |
| 2025          | Vale Tudo         | Fernanda Meirelles        |                                   | [ 10 ] |
| 2025          | BigShow: BBB      | Convidada especial        | Programa do Multishow sobre o BBB |        |

### Cinema
| Ano  | Título                | Personagem | Ref. |
| ---- | --------------------- | ---------- | ---- |
| 2024 | Dona Lurdes - O Filme | Micaely    |      |